# Dicranum dubium
Dicranum dubium là một loài rêu trong họ Dicranaceae. Loài này được Thér. & Dixon mô tả khoa học đầu tiên năm 1921.